# George McDuffie
George McDuffie (Contea di McDuffie, 10 agosto 1790 – Contea di Sumter, 11 marzo 1851) è stato un politico statunitense, 55º governatore della Carolina del Sud e membro del Senato degli Stati Uniti.
Sebbene avesse iniziato la sua carriera politica come sostenitore di Andrew Jackson, divenne uno dei più ferventi sostenitori della nullificazione in Carolina del Sud.

## Biografia
Nato in una famiglia modesta nella contea di McDuffie, Georgia, l’eccezionale intelligenza di McDuffie fu notata mentre lavorava come commesso in un negozio ad Augusta, Georgia. La famiglia Calhoun sponsorizzò la sua istruzione presso la rinomata Willington Academy di Moses Waddel, dove si distinse per le sue doti intellettuali. Si laureò presso l'Università della Carolina del Sud nel 1813, fu ammesso all’albo degli avvocati nel 1814 e iniziò a esercitare in collaborazione con Eldred Simkins a Edgefield. La sua carriera progredì rapidamente: fu membro dell’Assemblea Generale della Carolina del Sud dal 1818 al 1821 e della Camera dei rappresentanti degli Stati Uniti dal 1821 al 1834. Nel 1834 divenne maggiore generale della milizia della Carolina del Sud.
Nel 1821 pubblicò un opuscolo in cui denunciava con forza i rigidi diritti degli Stati; tuttavia, nel 1832 divenne uno dei maggiori sostenitori del Nullifier Party. Il cambiamento sembra essere stato graduale, influenzato in parte da John C. Calhoun. Dopo il 1824, quando il vecchio Partito Democratico-Repubblicano si divise in fazioni, McDuffie seguì Andrew Jackson e Martin Van Buren nell’opposizione al Congresso di Panama e alla politica dei finanziamenti federali per opere interne. Tuttavia, non esitò a dissentire da Jackson su due questioni centrali del suo mandato: la Banca e la nullificazione.
Nel 1832 fu un membro di spicco della Crisi della Nullificazione e redasse il suo discorso rivolto al popolo degli Stati Uniti. Fu governatore dal 1834 al 1836, periodo durante il quale contribuì alla riorganizzazione del l'Università della Carolina del Sud. Dal gennaio 1843 al gennaio 1846 fu senatore degli Stati Uniti. Appoggiò con entusiasmo tutte le principali misure democratiche di quegli anni. Come Calhoun, anche McDuffie divenne un eloquente sostenitore della sovranità degli Stati; ma mentre Calhoun enfatizzava l’azione statale come unico mezzo per porre rimedio a un’ingiustizia, McDuffie si concentrava maggiormente sull’ingiustizia in sé. Influenzato in gran parte da Thomas Cooper, si impegnò a convincere la popolazione del Sud che l’abolizione del protezionismo fosse essenziale per il loro progresso materiale. Nell’opporsi alla Tariffa degli Abomini del 1828, sostenne che quaranta balle su cento venivano usate per pagare le tariffe, a vantaggio degli interessi del Nord. Il suo argomento secondo cui è il produttore a pagare effettivamente i dazi sulle importazioni è stato definito la base economica della nullificazione.

Nel 1822, McDuffie affrontò una serie di duelli con il colonnello William Cumming, riportando ferite che lo afflissero per il resto della vita e che accentuarono ulteriormente il suo carattere già asociale:
McDuffie era, in gioventù, nell’età adulta e nella vecchiaia, un uomo notevole per la sua taciturnità e riservatezza. Sembrava letteralmente dialogare con sé stesso; eppure vi erano occasioni, quando si trovava con vecchi amici e compagni, in cui sembrava godere della vita con entusiasmo pari a quello di qualsiasi altro uomo.
Benjamin Perley Poore scrisse che McDuffie era un “uomo magro, d’aspetto severo, ammiratore di Milton, e del quale non si sapeva che avesse mai scherzato o sorriso.” Anche il suo stile oratorio era “nervoso e appassionato, e a tratti di un’energia feroce,” al punto da costringere, in un’occasione, persino il notoriamente combattivo John Randolph ad abbandonare l’aula, travolto da “una vituperazione pungente e devastante.”
Durante il suo mandato alla Camera dei Rappresentanti degli Stati Uniti, McDuffie fu nominato tra i gestori dell’impeachment per sostenere le accuse nel processo contro il giudice James H. Peck.
George McDuffie morì nella sua tenuta “Cherry Hill” nella contea di Sumter, Carolina del Sud, l’11 marzo 1851. La contea di McDuffie, in Georgia, prende il nome da lui.